# Нижньогерманський лімес

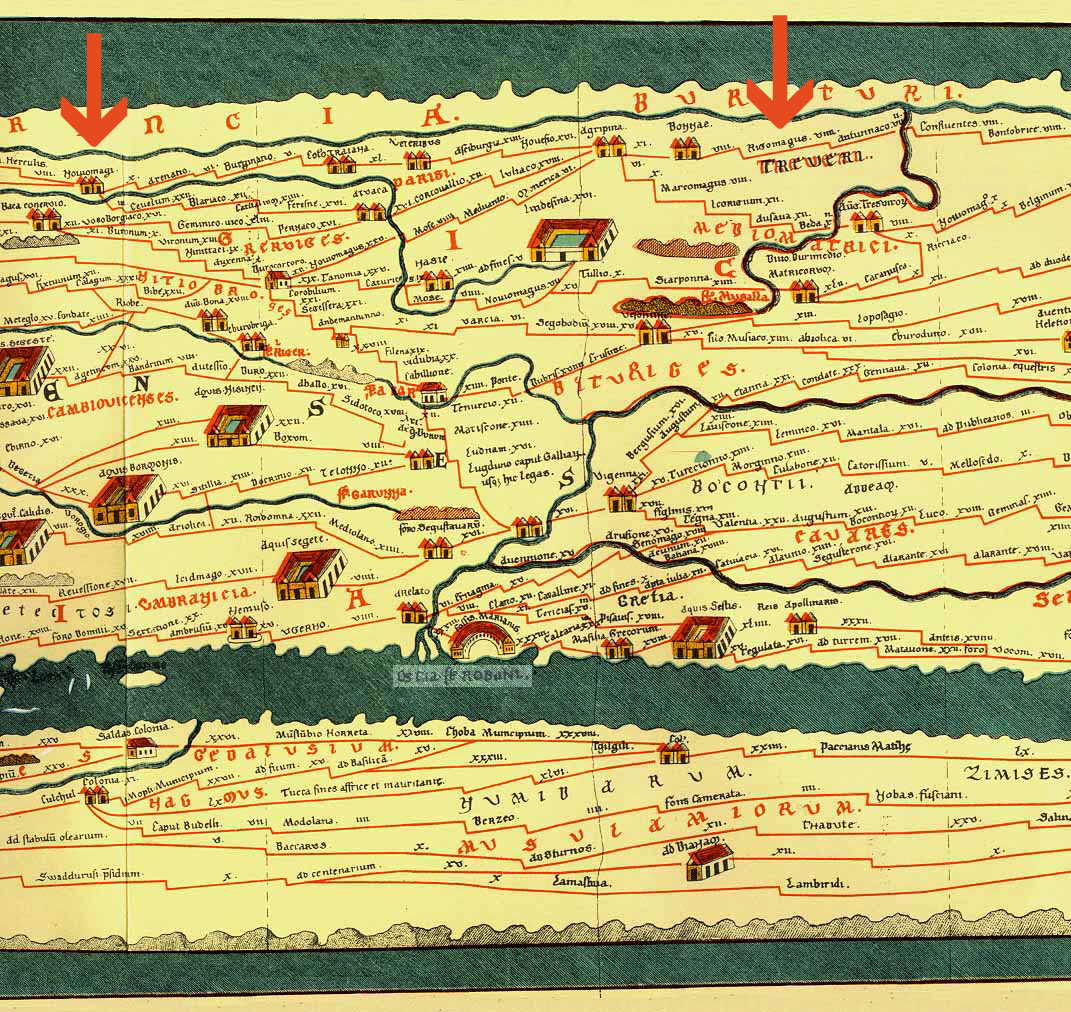
Південна частина нижньогерманського лімесу (між VLPIA NOVIOMAGVS BATAVORVM і RIGOMAGVS) на Tabula Peutingeriana

Нижньогерманський лімес (лат. limes ad Germaniam inferiorem, нід. Neder-Germaanse Limes, нім. Niedergermanischer Limes) — колишній кордон між римською провінцією Нижньою Германією та Великою Германією. Нижньогерманський лімес відокремлював частину Рейнської області ліворуч від Рейну, а також Нідерланди, які були частиною Римської імперії, від менш жорстко контрольованих регіонів на схід від Рейну.
Маршрут лімесів починався біля гирла Ауде-Рейн на Північному морі. Потім він йшов за течією Рейну і закінчувався у Вінкстбасі у сучасному Нідербрайзігу, кварталі міста Бад-Брайзіг, на кордоні з провінцією Верхня Германія. Верхньогермансько-реційський лімес тоді починався на протилежному, правому боці Рейну з римського табору Райнброля.
Нижньогерманський лімес був не укріпленим лімесом із валами, ровами, частоколами або мурами та сторожовими вежами, а річковим кордоном (лат.: ripa), подібно до меж на Дунаї та Євфраті. Лінія Рейну охоронялася ланцюгом каструмів для допоміжних військ. Він був частково закладений Августом і його пасинком і воєначальником Друзом, який почав зміцнювати природний кордон Рейну з 15 року. Рішення не завойовувати регіони на схід від Рейну у 16 р. н. е. перетворив Рейн на постійний кордон Римської імперії. Для його захисту було засновано багато маєтків (villae rusticae) і поселень (vics). Назви та розташування кількох місць були передані, головним чином через Пейтингерову таблицю та Ітинерарій Антоніна.
Разом із верхньогермансько-реційським лімесом нижньогерманський лімес утворює частину лімесу Германіка. У 2021 році нижньогерманський лімес було внесено до Списку світової спадщини ЮНЕСКО як частину переліку об'єктів Світової спадщини «Межі Римської імперії».

## Топографія

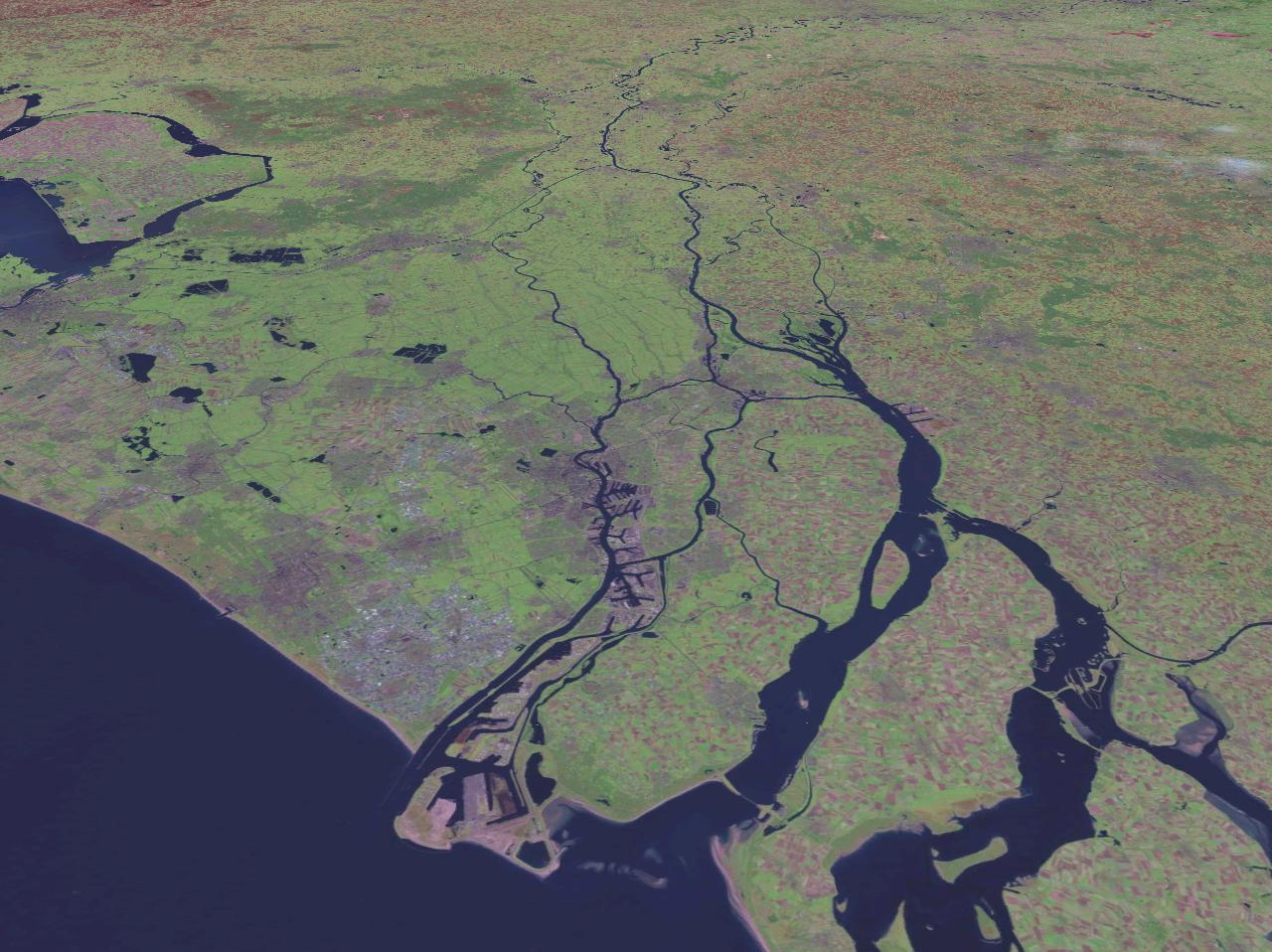
Дельта Рейну-Маасу з Нижнім Рейном на задньому плані

Пролягаючи вздовж Рейну, Нижньогерманський лімес проходить повз чотири ландшафти з різною топографією та природним характером. Найпівденніша і найменша частина, між Вінкстбахом і територією навколо Бонна, усе ще належить до Рейнського масиву, через який річка проходить у відносно вузькій долині між висотами Вестервальду та горами Айфель. Приблизно з району Бонна долина Рейну відкривається в Кельнську затоку, яка обмежена Бергішес-Ландом, що оточує річку з правого боку, та Айфелем і Хай Фенсом на південному сході та сході. Кельнська затока має родючі лесові ґрунти і характеризується дуже м'яким кліматом. Тому не дивно, що більшість сільських ruri та villae rusticae (сільські садиби) Нижньої Німеччини були засновані в римські часи. Поруч із військовим табором Новаезіум Кельнська затока розширюється далі до Нижньорейнської рівнини, ландшафт річкової тераси. Лише трохи на захід від нинішнього німецько-голландського кордону, приблизно в районі табору легіонів Новіомага, Нижньорейнська рівнина переходить у водянисту болотисту місцевість, утворену Рейном і Маасом, яка нарешті закінчується Північним морем у дельті Рейну-Маасу-Шельди.